# Distretto di Acopampa
Il distretto di Acopampa è un distretto del Perù nella provincia di Carhuaz (regione di Ancash) con 2.488 abitanti al censimento 2007 dei quali 865 urbani e 1.623 rurali.
È stato istituito il 5 dicembre 1941.